# Leonora Duarte
Pour les articles homonymes, voir Duarte.
Leonora Duarte, baptisée à Anvers le 28 juillet 1610 et morte en 1678, est une compositrice et musicienne flamande d'origine juive.

## Biographie

### Le milieu familial: Anvers comme refuge des juifs portugais
Leonora nait dans une famille fortunée d’origine portugaise séfarade. Ses parents sont des marranes : des juifs forcés de se convertir sous la pression des persécutions de l'Inquisition espagnole ou portugaise. La mère de Leonora, Catharina Rodrigues, est née en 1584 et meurt en 1644, alors que son père, Gaspar Duarte, né en 1584, meurt en 1653. Gaspar se marie avec Catharina en 1609. Le père de Leonora est baptisé lorsqu'elle a environ 33 ans, mais il n'existe aucun document attestant que sa mère a été baptisée. Malgré leur conversion, la méfiance envers les marranes restait forte et ils continuaient à se faire observer. Afin d’échapper à la tant redoutée Inquisition, la famille s'enfuit du Portugal.
La famille Duarte s'installe alors à Anvers, ville tolérante d'esprit germanique. Gaspar père et son fils Diego y construisent leur fortune sur une entreprise de bijouterie et de diamantaire. La famille Duarte fait aussi du commerce d'œuvres d'art. La correspondance de la famille Huygens constitue la principale source d'information sur les Duarte, et c'est vraisemblablement Constantin Huygens qui sert de courtier lors de l'achat par Diego Duarte de la Dame assise au virginal du peintre Johannes Vermeer. Ce tableau figure, en 1682, dans l'inventaire de la collection d’art de Diego.  Diego est également un musicien et un compositeur accompli. Sa collection comptait plus de 200 tableaux de maîtres tels que Hans Holbein le Jeune, Raphaël, Le Titien, Pierre Paul Rubens et Antoine van Dyck.
Les Duarte eurent six enfants : Diego (ou Jacob, 1612-1691), Leonora, Catharina (née en 1614), Gaspar fils (1616-1685), Francisca la Jeune (née en 1619) et Isabella (1620-1685). En 1678, l'année de la paix de Nimègue, trois des quatre sœurs – Leonora, Catharina et Francisca – périssent de la peste qui frappe la ville d'Anvers. Les six enfants issus du mariage de Gaspar et Catharina ont reçu une éducation musicale approfondie. Ils ont appris à chanter et à jouer des instruments tels que le clavecin, le virginal, le luth et la viole de gambe, comme il était de coutume, à cette époque, dans les milieux aisés.

### La maison des Duarte: un Parnasse anversois

#### Un centre musical, promouvant les contacts internationaux
Gaspar fils et sa sœur Francisca étaient apparemment des amateurs de bon niveau. Gaspar jouait du clavecin et entretenait des liens étroits avec les grands facteurs de clavecins Ruckers et Couchet. La belle voix de Francisca amène Pieter Corneliszoon Hooft à la proclamer Fransche Nachtegael, le rossignol français,. 
La maison des Duarte devient un foyer musical, où sont tissés des liens avec plusieurs familles importantes des Pays-Bas et de l'Angleterre. Le cercle musical formé au sein de la famille et les concerts organisés par les Duarte chez eux pour divertir les visiteurs deviennent rapidement en vogue, attirant de grandes personnalités comme la femme de lettres néerlandaise Anna Roemerszoon Visscher, le compositeur anglais d'origine française Nicholas Lanier, la chanteuse professionnelle Anne Chabanceau de La Barre et son frère Joseph, ainsi que William Cavendish, duc de Newcastle, et sa femme Margaret. Les Duarte s'intéressent non seulement à la musique, mais aussi aux sciences, les lettres et la peinture, comme c'est aussi ailleurs le cas pour Constantin Huygens et son fils Christian.

#### Constantin Huygens et les Duarte
Dans sa volumineuse correspondance, Constantin Huygens mentionne souvent et chaleureusement « la famille musicale » ou « la maison musicale », tout en qualifiant leur maison d'un vrai « Parnasse anversois », alors qu'il ne manifeste en général qu'une attitude condescendante envers la culture musicale de son pays natal. Constantin Huygens et ses fils voyaient la maison des Duarte comme un agréable relais anversois sur la route pendant leurs voyages entre La Haye et Paris : les Huygens partageaient la passion de la musique, de la science et de la littérature des Duarte.  Huygens y accompagnait le chant de son luth ou de son théorbe. Ils avaient pris coutume de s'envoyer des lettres de remerciement après de telles visites.

#### Deux anglais sur les Duarte
Un autre témoin du fonctionnement du Parnasse d'Anvers en tant que cercle musical est l'écrivain mémorialiste John Evelyn. Il décrit un concert qui a eu lieu le 6 octobre 1641, lors de son voyage aux Pays-Bas, au luxueux palais des Duarte sur le Meir à Anvers :
« Ce soir-là, j'étais l'invité de Monsieur Duerts [Duarte], un Portugais de naissance et un marchand extrêmement riche dont j'ai pu apercevoir que le palais était meublé comme l'est celui d'un prince. Ses trois filles nous ont divertis de leur superbe musique, tant vocale qu'instrumentale, après quoi la soirée a été terminée par une collation agréable. »
William Swann, le mari anglais d’Utricia Ogle, elle-même la meilleure amie musicale de Constantin Huygens, fait l’éloge des concerts chez les Duarte :
« En ce qui concerne Monsieur Warty [Duarte] et ses filles : j'ai pu tout écouter. Ils font un ensemble fin et harmonieux pour luth, viole, virginal et chant. Je n'en doute pas que vous trouverez beaucoup de plaisir à les entendre jouer. »

#### Francisca et Leonora, chantant en néerlandais
Francisca Duarte, qui avait acquis le sobriquet de rossignol anversois, est la sœur qui est mentionnée le plus souvent dans la correspondance de Constantin et de Christian Huygens. Les lettres de Constantin des années 1630 nous apprennent qu'avec Maria Tesselschade Roemers Visscher (Tesseltjen), elle forme un duo, accompagné au clavecin par Dirk Janszoon Sweelinck, le fils du compositeur et organiste amstellodamois Jan Pieterszoon. La beauté de cette combinaison vocale assez exceptionnelle amène le beau-frère de Constantin Huygens à écrire une épigramme en leur honneur, Ad Tesselam et Duartam cantu nobiles. Une des pièces de leur répertoire était la mélodie pastorale néerlandaise Aen geen groen heijde. Plusieurs autres indications confirment que ce duo chantait dans sa langue maternelle.
Francisca possède une très belle voix et sait jouer du clavecin ; Christian Huygens, qui avait rendu visite à la famille en mars 1663, décrit sa maîtrise de l'instrument. En outre, il fait mention d’une pièce musicale qu’avait composée le frère de Francisca, Diego, en dotant un air de sarabande de paroles néerlandaises empruntées à des chansons flamandes de dévotion. Trois ans plus tard, dans une lettre adressée à Johann Jakob Froberger, Christian mentionne la Signora Francisca d'Anvers de même que les musiciennes Anna Bergerotti de Paris et Signora Casembroot de La Haye, comme s’il voulait énumérer les points culminants musicaux dans un mouvement vers le nord.

#### Entre musique italienne et musique française
La famille Duarte s'intéressait non seulement à la musique vocale néerlandaise, mais également à la musique en vogue venant de France et d’Italie. Dans les premières années 1640, Gaspar envoya à Constantin Huygens trois pièces italiennes à trois voix que ses filles avaient chantées.  Il n'indique nulle part le compositeur de ces pièces, ni mentionne-t-il qui de ses filles les aurait chantées. Vers la fin de la décennie, dans les lettres échangées entre les deux hommes sont mentionnées des madrigalettes italiennes que Leonora aurait chantées, comme d'ailleurs des airs à la mode du compositeur parisien Michel Lambert.
Cette situation reflète parfaitement la mixité des goûts et des styles qui s'observe dans le cercle musical des Duarte. Francisca et Leonora peuvent être comparées aux grandes chanteuses virtuoses parisiennes Hilaire Dupuy et Anna Bergerotti. L'information fragmentaire fournie dans la correspondance de Constantin Huygens, permet de conclure que la famille Duarte avait été en relation avec la scène musicale parisienne. Le fait que Francisca Duarte ait été mentionnée avec Anna Bergerotti dans la lettre de Constantin Huygens à Froberger et qu'elle et sa famille promouvaient la musique de Lambert à Anvers témoignent autant de la renommée de ce style que des talents musicaux des Duarte. Lors de leur voyage de Paris à Stockholm, la chanteuse Anne Chabanceau de La Barre et son frère Joseph ont rencontré la famille Duarte à Anvers et, bien sûr, fait de la musique avec eux.

### Leonora et Diego Duarte comme compositeurs
Leonora et Diego possédaient assez de talent pour chanter ou pour jouer de plusieurs instruments, mais ils savaient également composer de la musique. Dans un style jacobin tardif, Leonora écrivit, pour un ensemble de cinq violes une série de sept fantaisies qu'elle appelait des symphonies. La bibliothèque du Christ Church College à Oxford en possède une copie faite par un scribe professionnel (ou elle-même, la copie de textes musicaux étant souvent échue aux femmes alors) mais pourvue de titres écrits de la main du père de Leonora. Les pièces témoignent d'un talent assez remarquable pour être le fruit du passe-temps d’un amateur. On peut supposer que Leonora eut quelque temps un maître de composition ; il s'agit peut-être du compositeur anglais John Bull, résidant à Anvers depuis 1615.
Le frère de Leonora, Diego, reçut sans doute une éducation musicale comparable à celle de ses frères et sœurs, mais on ignore de quel instrument il aurait joué, car il ne jouait apparemment pas en présence des invités. On sait pourtant qu'il a mis en musique plusieurs poèmes de William Cavendish et les paraphrases des psaumes de Godeau (1673-1685), dédiées à Constantin Huygens. Ces pièces, probablement écrites pour voix et basse continue, sont maintenant perdues. Diego Duarte meurt en 1691, sans laisser d'héritiers. Avec lui, la famille s'éteint, comme aussi le Parnasse musical et artistique anversois.

## Ressources

### Sources et bibliographie
- (en) Leonora Duarte: Baroque Women IX, [En ligne], [site n'existe plus], [www.goldbergweb.com].
- (nl) RASCH, Rudolf A.  « A biographical note on Leonora Duarte (1610-1678?) », Leonora Duarte, 7 Sinfonie à 5, (éd Divid Pinto), St. Albans GB, Corda Music, 1998.
- (en) RASCH, Rudolf A.  « Leonora Duarte », Grove Dictionary of Music and Musicians (éd. L.  Macy), [En ligne], réf. du 14 septembre 2006, [www.grovemusic.com] (accès après souscription).
- (en) RECH, Adelheid.  Music in the Time of Vermeer: The Duarte Family-the "Antwerp Parnassus", [En ligne], 2001-2013, [www.essentialvermeer.com].

### Discographie
- Birds on Fire: Jewish Music for Viols, par Fretwork, Harmonia Mundi HMU907478, 2008